# Uwe Ackermann
Uwe Ackermann, né le 12 septembre 1960 à Zwickau, est un athlète allemand, spécialiste du 400 mètres haies.

## Biographie
Concourant pour la République démocratique allemande, Il remporte la médaille de bronze du 400 m haies lors des championnats d'Europe de 1982, à Athènes, devancé par l'Allemand Harald Schmid et le Soviétique Aleksandr Yatsevich.

### Palmarès
| Date | Compétition           | Lieu    | Résultat | Épreuve     | Performance |
| ---- | --------------------- | ------- | -------- | ----------- | ----------- |
| 1982 | Championnats d'Europe | Athènes | 3e       | 400 m haies | 48 s 64     |

### Records
| Épreuve     | Performance | Lieu            | Date         |
| ----------- | ----------- | --------------- | ------------ |
| 400 m haies | 48 s 50     | Karl-Marx-Stadt | Juillet 1982 |